# Lentipes concolor
Lentipes concolor é uma espécie de peixe da família Gobiidae.
É endémica dos Estados Unidos da América.